# 高城戰鬥 (抗日戰爭)
高城戰鬥發生於1939年5月2日－4日，地點則是在中國鄂北一帶（現在的湖北省隨州市高城鎮）。是抗日戰爭主要戰鬥之一，交戰一方為守軍之國民革命軍，另一方則為日軍。